# Lebbeus possjeticus
Lebbeus possjeticus är en kräftdjursart som beskrevs av Kobyakova 1967. Lebbeus possjeticus ingår i släktet Lebbeus och familjen Hippolytidae. Inga underarter finns listade i Catalogue of Life.